# Deutsche Fußballmeisterschaft 1911/1912
Desátý ročník Deutsche Fußballmeisterschaft (Německého fotbalového mistrovství) se konal od 5. května do 26. května 1912.
Turnaje se zúčastnilo osm klubů. Vítězem turnaje se stal poprvé ve své historii klub Holstein Kiel, který porazil ve finále Karlsruher FV 1:0.